# Criton (Platon)
Criton (în greacă veche Κρίτων) este un dialog scris de Platon, reprezentând dialogul dintre Socrate și prietenul său bogat Criton pe tema dreptății (δικαιοσύνη) și a nedreptății (ἀδικία). Cronologic, acesta are loc după procesul lui Socrate, care apare în Apărarea lui Socrate.

## Context
Dialogul are loc după procesul lui Socrate, unde acesta a fost condamnat. I s-a dat opțiunea să plece în exil, dar acesta a preferat moartea. Socrate este condamnat la moarte, care va avea loc la două zile după întoarcerea corăbiei trimise la Delos; din cinci în cinci ani atenienii trimiteau o ambasadă religioasă la templul din Delos pentru a-i mulțumi zeului Apollo pentru reîntoarcerea lui Tezeu și a tovarășilor săi înapoi la cetate, după uciderea Minotaurului. Cât timp dura această călătorie, legea interzicea executarea pedepsei cu moartea.
Astfel, așteptându-și sfârșitul în închisoare, Socrate este vizitat de vechiul său prieten, Criton, care se oferă să-l ajute să scape. Ceea ce urmează este o discuție pe baza dreptății și a nedreptății.

## Sumar
- Visul lui Socrate: Socrate se trezește cu prietenul său Criton, în celula sa, și-l mustră că nu l-a trezit când a venit. Criton răspunde că Socrate dormea atât de liniștit încât nu a vrut să-l deranjeze și este uimit că un condamnat poate dormi atât de lin. A venit pentru a-i da vești proaste: corabia din Delos a fost zărită la o zi distanță și, când va ajunge, Socrate va fi omorât. Acesta acceptă veștile calm, observând că nu crede că va muri a doua zi. A avut un vis cu o femeie înveșmântată în alb care i-a spus „tu în trei zile vei fi în țara mănoasă, în Ftia”.[3]
- Argumentul pentru opinia celor din jur: Socrate consideră că numai opiniile oamenilor „buni” sau „învățați” trebuie luate în considerare
- Trupul și sufletul: Socrate îl convinge pe Criton că cerințele sufletului sunt superioare nevoilor trupului
- Legea și Cetatea: Socrate propune că Legea și Cetatea au contribuit la persoana care a devenit, educându-l și protejându-l, motiv pentru care le datorează. Mai mult, faptul că a ales să rămână în Atena tot acest timp reprezintă un consimțământ tacit în fața cerințelor celor două

## Analiză, teme și motive
Visul lui Socrate este o referință la Ahile din Iliada, care, supărat că Agamemnon i-o luase pe Briseis, amenință că se va întoarce acasă, împreună cu armata sa. „Dacă prielnic la drum ne-o fi zeul puternic pe mare,/Noi în trei zile vom fi în mănoasa-ne țară, în Ftia” (oraș antic din prefectura modernă Ftiotida).